# Barbara Gerken
Barbara Gerken (3 luglio 1964) è un'ex tennista statunitense.

## Carriera
In carriera ha vinto 1 titolo di doppio. Nei tornei del Grande Slam ha ottenuto il suo miglior risultato raggiungendo i quarti di finale in singolare agli US Open nel 1981.

## Statistiche

### Doppio

#### Vittorie (1)
| Numero | Anno | Torneo              | Superficie | Compagna       | Avversarie in finale     | Punteggio |
| 1.     | 1986 | Taiwan Open, Taipei | Sintetico  | Lea Antonoplis | Gigi Fernández Susan Leo | 6–1, 6–2  |